# Luka Vrbančić
Luka Vrbančić (Zagreb, 4. srpnja 2005.) hrvatski je nogometaš koji igra na poziciji veznog igrača. Trenutačno igra za Osijek. 

## Klupska karijera

### Dinamo Zagreb i Dubrava Tim Kabel
Godine 2016. prešao je iz Ponikva u Dinamo Zagreb. Vrbančić je 13. veljače 2023. također registriran kao igrač kluba Dubrava Tim Kabel Zagreb. Za Dinamo je debitirao te pritom postigao gol i asistenciju 27. rujna 2023. kada su Ponikve izgubile 1:4 u Hrvatskom nogometnom kupu. U siječnju 2024. ponovno je dvojno registriran kao igrač Dubrave Tim Kabel Zagreb. Za taj klub debitirao je 16. veljače u utakmici 1. NL u kojoj je pobijedio Jarun s minimalnih 1:0. U HNL-u je debitirao 10. ožujka kada je Dinamo dobio Slaven Belupo 5:2. Svoj prvi pogodak u HNL-u postigao je 18. svibnja istom protivniku koji je izgubio utakmicu 2:3.

### Lokomotiva Zagreb (posudba)
U rujnu 2024. posuđen je Lokomotivi Zagreb. Za novi klub debitirao je 11. rujna u utakmici Hrvatskog nogometnog kupa u kojoj je Samobor eliminiran s 2:4. Tri dana kasnije ostvario je svoj ligaškoj debi za Lokomotivu i to protiv Istre 1961 koja je poražena 0:2. Prvi klupski pogodak ostvario je 28. rujna kada je Lokomotiva izgubila 5:1 od Dinama u ligi.

### Osijek
Vrbančić se pridružio Osijeku 27. lipnja 2025. Za Osijek je debitirao 2. kolovoza u utakmici prvog kola HNL 2025./26. u kojoj je Osijek izgubio 0:2 od Dinama, Vrbančićevog prethodnog kluba.

## Reprezentativna karijera
Nastupao je za sve hrvatske reprezentacije od 15 do 21 godine osim za selekciju do 20 godina.

## Priznanja

### Klupska
Dinamo Zagreb
- HNL (1): 2023./24.
- Hrvatski nogometni kup (1): 2023./24.